# Granhed

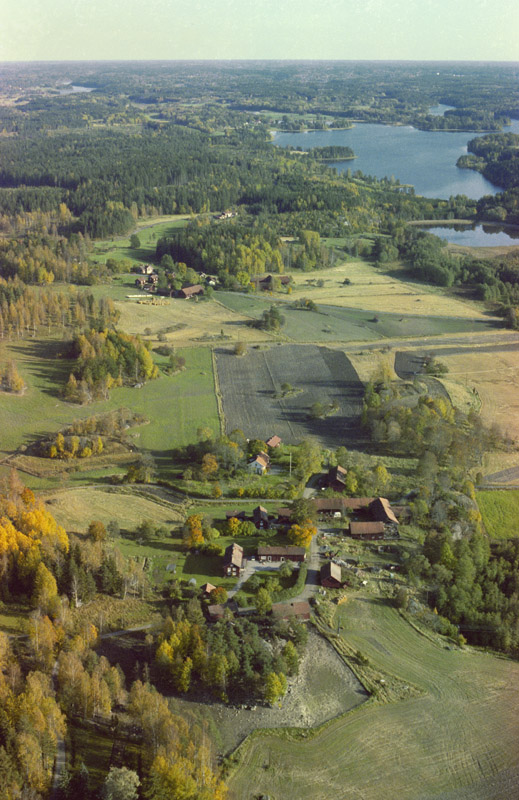
Granhed (1991)

Granhed (auch Granhedsbyarna, wörtlich „die Fichtenheidendörfer“) ist eine Ansammlung von Weilern im Nordosten der schwedischen Gemeinde Katrineholm der Provinz Södermanlands län sowie der historischen Provinz Södermanland, die sich über eine Fläche von etwa 25 Quadratkilometern ausbreitet. Dazu zählen die Weiler Östra Granhed, Västra Granhed, Södra Granhed und Nya Granhed (entsprechend Ost-, West-, Süd- und Neu-Granhed) sowie weitere mit insgesamt 140 Einwohnern. Granhed liegt etwa 2 km westlich von Harpsund.

## Geschichte
Ab 1859 gab es in Västra Granhed eine Papierfabrik namens Gustavsfors, die in ihrer Blütezeit nahezu 40 Angestellte beschäftigte, darunter – für die damalige Zeit eher ungewöhnlich – auch einige Frauen. Die Papierherstellung wurde Anfang des 20. Jahrhunderts aufgegeben und die Fabrik in den 1930er-Jahren ganz geschlossen.
Bis in die 1960er-Jahre zählte Granhed noch 250 Einwohner und besaß Schule, Landhandel, Autowerkstatt, Bank, Post und weitere Einrichtungen. Die Betriebe sind heute alle verschwunden. Die Mehrzahl der erwachsenen Bewohner arbeitet außerhalb des Dorfes. In Granhed wird heute nur noch Land- und Forstwirtschaft betrieben. Zudem wird der Hof Granhedsgården als Kurs- und Konferenzhotel betrieben. Ein Teil der Bevölkerung hat sich in die umliegenden Städten Flen (15 km), Katrineholm (25 km) und Eskilstuna (35 km) verlagert.

## Sehenswürdigkeiten
Durch Granhed verläuft der Stöttastensvägen, eine acht Kilometer von Flodafors, deren Name sich von dem Stötta sten (gestützter Stein) ableitet, einem großen Findling am Wegesrand. An der Straße befindet sich auch die Stora Gran, ein nach Blitzeinschlag stehen gebliebener hoher Stummel einer 125 Jahre alt gewordenen Fichte. In der früheren Schule am Stöttastensvägen südlich von Östra Granhed befindet sich ein Heimatmuseum (Bygdegård).
Ein Teil des Gebietes um Östra und Västra Granhed ist als seit Beginn des 20. Jahrhunderts weitgehend unveränderte gebliebene Kulturlandschaft als geschütztes Kulturgut von Reichsinteresse (Riksintresse för kulturmiljövården) ausgewiesen.